# ストーク・マンデヴィル
ストーク・マンデヴィル（Stoke Mandeville）は、バッキンガムシャーのアイルズベリー・ヴァーレにあるヴィレッジで、行政教区(Civil Parish)である。ストーク・マンデヴィル駅があり、パラリンピック発祥の病院であるストーク・マンデヴィル・ホスピタルがある。
1984年夏季パラリンピックがストーク・マンデヴィルとアメリカのニューヨークで共同開催された。